# Titularerzbistum Bizya
Bizya (ital.: Bizia) ist ein Titularerzbistum der römisch-katholischen Kirche.
Es geht zurück auf einen früheren Bischofssitz der antiken Stadt Bizye in Thrakien, heute Vize in der türkischen Provinz Kırklareli in Ostthrakien.
| Titularerzbischöfe von Bizya |                                        |                                                       |                   |                   |
| Nr.                          | Name                                   | Amt                                                   | von               | bis               |
| 1                            | José Garibi y Rivera                   | Koadjutorerzbischof von Guadalajara (Mexiko)          | 22. Dezember 1934 | 18. Februar 1936  |
| 2                            | Luis María Altamirano y Bulnes         | Koadjutorerzbischof von Morelia (Mexiko)              | 1. Mai 1937       | 12. Dezember 1941 |
| 3                            | Gerald Murray CSsR                     | Koadjutorerzbischof von Winnipeg (Kanada)             | 8. Januar 1944    | 3. Juni 1951      |
| 4                            | Aleksandar Tokic                       | Koadjutorerzbischof von Bar (Jugoslawien)             | 3. Januar 1952    | 14. November 1955 |
| 5                            | Evangelista Latino Enrico Vanni OFMCap | emeritierter Erzbischof von Agra (Indien)             | 1956              | 9. Mai 1962       |
| 6                            | Frédéric Edouard Camille Lamy          | emeritierter Erzbischof von Sens-Auxerre (Frankreich) | 27. Oktober 1962  | 10. Dezember 1970 |